# Sjøholt
Sjøholt este o localitate din comuna Ørskog, provincia Møre og Romsdal, Norvegia, cu o suprafață de 1,37 km² și o populație de 1.436 locuitori (2013).